# N.E.C. in het seizoen 1956/57
Het seizoen 1956/1957 was het derde jaar in het bestaan van de Nijmeegse betaaldvoetbalclub N.E.C.. De club kwam uit in de Tweede divisie B en eindigde daarin op de 10e plaats.

## Wedstrijdstatistieken

### Tweede divisie B
|       | Baronie | DHC   | DOSKO | 't Gooi | Hilversum | LONGA | ONA   | RBC   | TOP   | UVS   | De Valk | Wilhelmina | Zeist | ZFC   |
| ----- | ------- | ----- | ----- | ------- | --------- | ----- | ----- | ----- | ----- | ----- | ------- | ---------- | ----- | ----- |
| Thuis | 4 – 1   | 4 – 0 | 8 – 0 | 1 – 2   | 1 – 0     | 3 – 3 | 1 – 3 | 0 – 3 | 5 – 1 | 3 – 4 | 3 – 1   | 2 – 2      | 2 – 2 | 1 – 4 |
| Uit   | 2 – 1   | 5 – 2 | 0 – 4 | 0 – 2   | 4 – 0     | 3 – 1 | 3 – 0 | 1 – 0 | 1 – 3 | 5 – 3 | 0 – 3   | 1 – 1      | 2 – 1 | 5 – 1 |

## Statistieken N.E.C. 1956/1957

### Eindstand N.E.C. in de Nederlandse Tweede divisie B 1956 / 1957
| Stand | Gespeeld | Gewonnen | Gelijk | Verloren | Punten | Doelpunten voor | Doelpunten tegen |
| ----- | -------- | -------- | ------ | -------- | ------ | --------------- | ---------------- |
| 10e   | 28       | 10       | 4      | 14       | 24     | 60              | 58               |

### Topscorers
| Competitie \| # \| Naam \| \| \| ------ \| ---------------------- \| -- \| \| 1. \| Frans Stallen \| 11 \| \| 2. \| Rein Bosch \| 9 \| \| 3. \| Teun Willemse \| 8 \| \| 4. \| Henk Roos \| 7 \| \| 5. \| Teun van Ringelenstein \| 6 \| \| 6. \| Gerrie Reijnen \| 5 \| \| 6. \| Joop Ruiter \| 5 \| \| 8. \| Henk Hendriks \| 3 \| \| 9. \| Karel Driessen \| 2 \| \| 9. \| Frans Sewalt \| 2 \| \| 11. \| Jo Flemminks \| 1 \| \| 11. \| Carel Roes \| 1 \| \| Totaal \| Totaal \| 60 \| |                        |      |
| # | Naam                   | Goal |
| 1. | Frans Stallen          | 11   |
| 2. | Rein Bosch             | 9    |
| 3. | Teun Willemse          | 8    |
| 4. | Henk Roos              | 7    |
| 5. | Teun van Ringelenstein | 6    |
| 6. | Gerrie Reijnen         | 5    |
| 6. | Joop Ruiter            | 5    |
| 8. | Henk Hendriks          | 3    |
| 9. | Karel Driessen         | 2    |
| 9. | Frans Sewalt           | 2    |
| 11. | Jo Flemminks           | 1    |
| 11. | Carel Roes             | 1    |
| Totaal | Totaal                 | 60   |